# Жермане
Жермане (фр. Germenay) насеље је и општина у источном делу централне Француске у региону Бургоња, у департману Нијевр која припада префектури Кламси.
По подацима из 2011. године у општини је живело 139 становника, а густина насељености је износила 10,77 становника/km². Општина се простире на површини од 12,91 km². Налази се на средњој надморској висини од 250 метара (максималној 286 m, а минималној 180 m).

## Демографија
| 1962. | 1968. | 1975. | 1982. | 1990. | 1999. | 2011. |
| ----- | ----- | ----- | ----- | ----- | ----- | ----- |
| 196   | 208   | 194   | 174   | 152   | 142   | 139   |

График промене броја становника у току последњих година